# Coppa Svizzera 1956-1957
La Coppa Svizzera 1956-1957 è stata la 32ª edizione della manifestazione calcistica. È iniziata il 23 settembre 1956 e si è conclusa il 10 giugno 1957. Questa edizione della coppa vide la vittoria finale del La Chaux-de-Fonds.

## Regolamento
Turni ad eliminazione diretta in gara unica. Le partite terminanti in paritá dopo i tempi supplementari, potranno rigiocarsi una sola altra volta, se persiste il pareggio, si ricorre ad un sorteggio per stabilire la squadra qualificata al prossimo turno. Una prima fase vede la qualificazione di squadre attraverso delle eliminatorie regionali. Al terzo turno entrano in lizza le squadre di Lega Nazionale A e B.

## Squadre partecipanti
| Basilea           |
| Bellinzona        |
| Chiasso           |
| Grasshoppers      |
| La Chaux-de-Fonds |
| Losanna           |
| Lugano            |
| Sciaffusa         |
| Servette          |
| Urania Ginevra    |
| Winterthur        |
| Young Boys        |
| Young Fellows     |
| Zurigo            |

| Berna              |
| Bienne             |
| Brühl              |
| Cantonal Neuchâtel |
| Friburgo           |
| Grenchen           |
| Lengnau            |
| Lucerna            |
| Malley             |
| Nordstern          |
| San Gallo          |
| Soletta            |
| Thun               |
| Yverdon            |

| Arbon             |
| Baden             |
| Blue Stars Zurigo |
| Bodio             |
| Emmenbrücke       |
| Locarno           |
| Mendrisio         |
| Oerlikon          |
| Pro Daro          |
| Red Star Zurigo   |
| Rorschach         |
| Wil               |

| Aarau             |
| Bassecourt        |
| Birsfelden        |
| Burgdorf          |
| Concordia Basilea |
| Delémont          |
| Derendingen       |
| Kleinhüningen     |
| Moutier           |
| Olten             |
| Porrentruy        |
| St. Imier         |

| Bienne-Boujean        |
| International Ginevra |
| Forward Morges        |
| La Tour-de-Peilz      |
| Martigny              |
| Monthey               |
| Montreux-Sports       |
| Rapid Lugano          |
| Sierre                |
| Sion                  |
| Stade Payerne         |
| Vevey                 |

| Affoltern            |
| Aigle                |
| Alle                 |
| Altdorf              |
| Amriswil             |
| Auvernier            |
| Ballspielclub Zurigo |
| Binningen            |
| Bözingen 34          |
| Brunnen              |
| Bulle                |
| Bussigny             |
| Central Friburgo     |
| Chene-Aubonne        |
| Chênois              |

| Compesières       |
| Chur              |
| Concordia Losanna |
| Couvet            |
| Estavayer-le-Lac  |
| Étoile-Sporting   |
| FC Ginevra        |
| Gerlafingen       |
| Gränichen         |
| Hauterive         |
| Helvetia Berna    |
| Hochdorf          |
| Küsnacht          |
| Lachen/Altendorf  |
| Langenthal        |

| Länggasse Berna      |
| Lamone               |
| Laufen               |
| Lenzburg             |
| Lerchenfeld          |
| Luzerner SC          |
| Lyss                 |
| Münchenstein         |
| Münchwilen           |
| Old Boys Basilea     |
| Orbe                 |
| Phönix Seen          |
| Portalban/Gletterens |
| Rapperswil-Jona      |

| Reconvilier           |
| Reinach               |
| Riehen                |
| Renens                |
| Roggwil               |
| Sainte-Croix/La Sagne |
| Saint-Leonard         |
| Amical Saint-Prex     |
| Selzach               |
| Sissach               |
| Solduno               |
| Subingen              |
| Thayngen              |

| Turgi           |
| US Lausanne     |
| Uznach          |
| Vaduz           |
| Versoix         |
| Wacher Grenchen |
| Wädenswil       |
| Wald            |
| Widnau          |
| Wettingen       |
| Wiedikon        |
| Winkeln         |
| Wollishofen     |
| Xamax Neuchâtel |
| Zähringia Berna |

### 1º Turno Eliminatorio
| Squadra 1                     | Risultato     | Squadra 2             |
| ----------------------------- | ------------- | --------------------- |
| 23 settembre 1956             |               |                       |
| Alle                          | 1 - 2         | Laufen                |
| Amriswil                      | 7 - 0         | Winkeln               |
| Auvernier                     | 0 - 1         | Hauterive             |
| Binningen                     | 0 - 3         | Riehen                |
| Brunnen                       | 3 - 4(d.t.s.) | Altdorf               |
| Central Friburgo              | 3 - 0         | Bulle                 |
| Chene-Aubonne                 | 3 - 4         | Amical Saint-Prex     |
| Chênois                       | 6 - 2         | Compesières           |
| Chur                          | 9 - 2         | Uznach                |
| Concordia Losanna             | 6 - 1         | Bussigny              |
| Couvet                        | 0 - 1         | Xamax Neuchâtel       |
| Estavayer-le-Lac              | 6 - 2(d.t.s.) | Portalban/Gletterens  |
| Länggasse Berna               | 1 - 3(d.t.s.) | Helvetia Berna        |
| Lenzburg                      | 1 - 2         | Gränichen             |
| Luzerner SC                   | 9 - 1         | Hochdorf              |
| Lyss                          | 2 - 3         | Bözingen 34           |
| Münchenstein                  | 3 - 1         | Reinach               |
| Phönix Seen                   | 2 - 1         | Wiedikon              |
| Rapperswil-Jona               | 0 - 2         | Küsnacht              |
| Renens                        | 3 - 1(d.t.s.) | US Lausanne           |
| Reconvilier                   | 3 - 0         | Étoile-Sporting       |
| Roggwil                       | 1 - 5         | Langenthal            |
| Sissach                       | 0 - 4         | Old Boys Basilea      |
| Solduno                       | 4 - 1         | Lamone                |
| Subingen                      | 3 - 2         | Wacher Grenchen       |
| Thayngen                      | 1 - 2         | Münchwilen            |
| Turgi                         | 1 - 4         | Wettingen             |
| Vaduz                         | 4 - 1         | Widnau                |
| Versoix                       | 2 - 0         | FC Ginevra            |
| Wädenswil                     | 4 - 1         | Lachen/Altendorf      |
| Wald                          | 4 - 5(d.t.s.) | Ballspielclub Zurigo  |
| Wollishofen                   | 9 - 1         | Affoltern             |
| Zähringia Berna               | 3 - 0         | Lerchenfeld           |
| Orbe                          | 1 - 1(d.t.s.) | Sainte-Croix/La Sagne |
| Selzach                       | 1 - 1(d.t.s.) | Gerlafingen           |
| 30 settembre 1956 (Recuperi)  |               |                       |
| Gerlafingen                   | 4 - 2         | Selzach               |
| Sainte-Croix/La Sagne         | 2 - 1         | Orbe                  |
| 30 settembre 1956 (Posticipo) |               |                       |
| Saint-Leonard                 | 0 - 2         | Aigle                 |

### 2º Turno Eliminatorio
| Squadra 1                   | Risultato     | Squadra 2             |
| --------------------------- | ------------- | --------------------- |
| 7 ottobre 1956              |               |                       |
| Aigle                       | 1 - 4         | Forward Morges        |
| Arbon                       | 0 - 5         | Amriswil              |
| Baden                       | 6 - 2         | Phönix Seen           |
| Bienne-Boujean              | 5 - 2         | Zähringia Berna       |
| Birsfelden                  | 4 - 0         | Subingen              |
| Bodio                       | 4 - 1         | Ballspielclub Zurigo  |
| Bözingen 34                 | 6 - 1         | Stade Payerne         |
| Central Friburgo            | 2 - 1         | Vevey                 |
| Chênois                     | 1 - 0         | Martigny              |
| Concordia Losanna           | 3 - 1         | Sierre                |
| Delémont                    | 1 - 3         | Old Boys Basilea      |
| Derendingen                 | 4 - 1         | Langenthal            |
| Estavayer-le-Lac            | 3 - 2         | La Tour-de-Peilz      |
| Gerlafingen                 | 1 - 3         | Bassecourt            |
| Gränichen                   | 1 - 4         | Blue Stars Zurigo     |
| Hauterive                   | 0 - 6         | Moutier               |
| Helvetia Berna              | 3 - 4         | Burgdorf              |
| International Ginevra       | 3 - 1         | Amical Saint-Prex     |
| Kleinhüningen               | 6 - 1         | Münchenstein          |
| Küsnacht                    | 1 - 2         | Aarau                 |
| Locarno                     | 6 - 2         | Wädenswil             |
| Luzerner SC                 | 0 - 5         | Emmenbrücke           |
| Montreux-Sports             | 6 - 1         | Sainte-Croix/La Sagne |
| Oerlikon                    | 4 - 3         | Wettingen             |
| Olten                       | 4 - 5         | Riehen                |
| Porrentruy                  | 5 - 1         | Laufen                |
| Rapid Lugano                | 6 - 2         | Wollishofen           |
| Reconvilier                 | 4 - 5(d.t.s.) | Concordia Basilea     |
| Renens                      | 0 - 3         | Monthey               |
| Red Star                    | 9 - 0         | Münchwilen            |
| Rorschach                   | 6 - 1         | Chur                  |
| St. Imier                   | 1 - 4         | Xamax Neuchâtel       |
| Solduno                     | 4 - 3         | Mendrisio             |
| Vaduz                       | 2 - 3         | Wil                   |
| Versoix                     | 2 - 3         | Sion                  |
| Brunnen                     | (Rinviata)    | Pro Daro              |
| 14 ottobre 1956 (Posticipo) |               |                       |
| Brunnen                     | 2 - 2(d.t.s.) | Pro Daro              |

### Trentaduesimi di Finale
| Squadra 1                    | Risultato     | Squadra 2         |
| ---------------------------- | ------------- | ----------------- |
| 21 ottobre 1956              |               |                   |
| Aarau                        | 1 - 3(d.t.s.) | Young Fellows     |
| Berna                        | 1 - 3         | Porrentruy        |
| Bienne                       | 4 - 1         | Sion              |
| Bienne-Boujean               | 1 - 2         | Grenchen          |
| Brühl                        | 2 - 4         | Baden             |
| Brunnen                      | 3 - 2         | Bellinzona        |
| Burgdorf                     | 0 - 1         | Basilea           |
| Cantonal Neuchâtel           | 6 - 1(d.t.s.) | Xamax Neuchâtel   |
| Chênois                      | 0 - 3         | Servette          |
| Chiasso                      | 0 - 2         | Bodio             |
| Derendingen                  | 0 - 3         | Nordstern         |
| Emmenbrücke                  | 1 - 0         | San Gallo         |
| International Ginevra        | 5 - 1         | Estavayer-le-Lac  |
| La Chaux-de-Fonds            | 11 - 2        | Concordia Losanna |
| Lengnau                      | 4 - 1         | Bassecourt        |
| Lucerna                      | 2 - 1(d.t.s.) | Red Star          |
| Lugano                       | 4 - 0         | Solduno           |
| Malley                       | 5 - 3         | Central Friburgo  |
| Monthey                      | 0 - 4         | Losanna           |
| Montreux-Sports              | 2 - 6         | Friburgo          |
| Old Boys Basilea             | 1 - 3         | Kleinhüningen     |
| Rapid Lugano                 | 3 - 5         | Locarno           |
| Riehen                       | 0 - 7         | Grasshoppers      |
| Rorschach                    | 0 - 8         | Zurigo            |
| Sciaffusa                    | 1 - 0         | Wil               |
| Soletta                      | 3 - 2(d.t.s.) | Birsfelden        |
| Urania Ginevra               | 3 - 1         | Bözingen 34       |
| Thun                         | 4 - 0         | Moutier           |
| Winterthur                   | 4 - 2         | Oerlikon          |
| Young Boys                   | 6 - 1         | Concordia Basilea |
| Yverdon                      | 4 - 1         | Forward Morges    |
| Amriswil                     | 2 - 2(d.t.s.) | Blue Stars Zurigo |
| 28 ottobre 1956(Ripetizione) |               |                   |
| Blue Stars Zurigo            | 5 - 1         | Amriswil          |

### Sedicesimi di Finale
| Squadra 1                     | Risultato     | Squadra 2             |
| ----------------------------- | ------------- | --------------------- |
| 2 dicembre 1956               |               |                       |
| Baden                         | 1 - 2         | Young Fellows         |
| Bodio                         | 0 - 1         | Winterthur            |
| Brunnen                       | 0 - 3         | Grasshoppers          |
| Emmenbrücke                   | 2 - 1         | Blue Stars Zurigo     |
| La Chaux-de-Fonds             | 2 - 1         | Friburgo              |
| Lengnau                       | 2 - 1         | Thun                  |
| Locarno                       | 6 - 3         | Kleinhüningen         |
| Lugano                        | 1 - 0         | Sciaffusa             |
| Malley                        | 0 - 2         | Urania Ginevra        |
| Nordstern                     | 4 - 2(d.t.s.) | Zurigo                |
| Porrentruy                    | 1 - 3         | International Ginevra |
| Servette                      | 4 - 2         | Grenchen              |
| Soletta                       | 3 - 4(d.t.s.) | Cantonal Neuchâtel    |
| Young Boys                    | 3 - 0         | Yverdon               |
| Losanna                       | 2 - 2(d.t.s.) | Bienne                |
| Lucerna                       | 0 - 0(d.t.s.) | Basilea               |
| 23 dicembre 1956(Ripetizioni) |               |                       |
| Basilea                       | 0 - 2         | Lucerna               |
| Bienne                        | 1 - 2(d.t.s.) | Losanna               |

### Ottavi di Finale
| Squadra 1         | Risultato | Squadra 2             |
| ----------------- | --------- | --------------------- |
| 23 dicembre 1956  |           |                       |
| Emmenbrücke       | 2 - 5     | Grasshoppers          |
| La Chaux-de-Fonds | 4 - 1     | Lengnau               |
| Locarno           | 2 - 1     | International Ginevra |
| Urania Ginevra    | 2 - 0     | Lugano                |
| Young Boys        | 6 - 0     | Cantonal Neuchâtel    |
| Young Fellows     | 2 - 3     | Nordstern             |
| 30 dicembre 1956  |           |                       |
| Lucerna           | 2 - 0     | Winterthur            |
| Servette          | 1 - 2     | Losanna               |

### Quarti di Finale
| Squadra 1         | Risultato | Squadra 2      |
| ----------------- | --------- | -------------- |
| 30 dicembre 1956  |           |                |
| La Chaux-de-Fonds | 4 - 3     | Young Boys     |
| Nordstern         | 4 - 1     | Urania Ginevra |
| 6 gennaio 1957    |           |                |
| Losanna           | 3 - 0     | Locarno        |
| Lucerna           | 0 - 2     | Grasshoppers   |

### Semifinali
| Squadra 1         | Risultato | Squadra 2    |
| ----------------- | --------- | ------------ |
| 22 aprile 1957    |           |              |
| La Chaux-de-Fonds | 1 - 0     | Grasshoppers |
| Nordstern         | 1 - 2     | Losanna      |

### Finale
| Arbitro: | Schicker (Berna) |

|                                  |           |              |
| Mauron 26’ Antenen 49’ Kauer 72’ | Marcatori | 74’ Eschmann |